# Rhinobatos productus
Rhinobatos productus Ayres, 1854, conosciuto comunemente come Pesce chitarra dal muso a spatola è un pesce raiforme appartenente alla famiglia Rhinobatidae.

## Distribuzione e habitat
Questa specie è endemica della costa orientale del continente americano, dalla Baia di San Francisco al Golfo di California, dove abita acque poco profonde (90 metri di profondità massima) con fondali sabbiosi e rocciosi di baie, estuari e scogliere.

## Descrizione

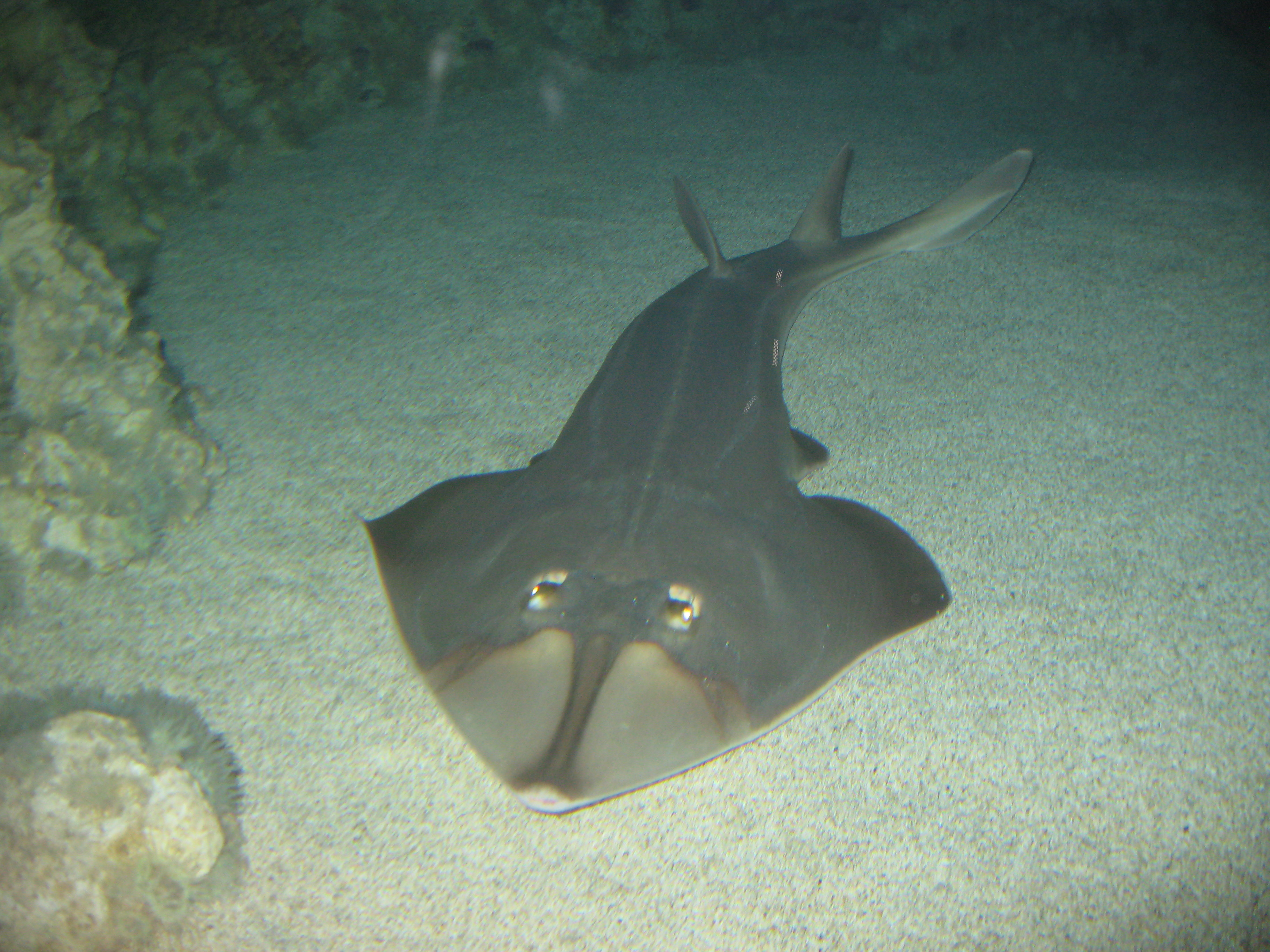
Vista frontale

Presenta conformazione del corpo tipica del suo genere, con testa appiattita orizzontalmente, ampia e triangolare, fusa alle pinne pettorali, mentre il resto del corpo è allungato, compresso ai fianchi, squaliforme. Le altre pinne infatti sono triangolari e la pinna caudale è membranosa, ad un solo lobo. La livrea vede testa, dorso e fianchi uniformi, di color bruno tendente al verde oliva, mentre il ventre e il lato inferiore della testa sono quasi bianchi.

I maschi raggiungono una lunghezza massima di 120 cm, le femmine di 170 cm.

## Riproduzione
Gli adulti si riuniscono in baie poco profonde per riprodursi tra marzo e agosto. Sono specie ovovivipare aplacentate: le uova si schiudono nell'utero e gli avannotti sono nutriti dapprima dal tuorlo e poi direttamente dal liquido amniotico, ricco di muco nutriente, attraverso particolari organi che perdono dopo la nascita. La gestazione dura circa 12 mesi: ogni femmina partorisce da 6 a 28 piccoli già formati.

## Alimentazione
Data la sua specializzazione nella vita sul fondale, questo pesce si nutre di piccoli crostacei, pesci e altre creature alla sua portata.

## Predatori
È preda abituale di Triakis semifasciata.

## Pesca
R. productus è oggetto di pesca sportiva ma anche di pesca commerciale per l'alimentazione umana.